# Historia budowy metra w Warszawie
Plany powstania metra w Warszawie istniały już w latach 20. XX wieku. Po wojnie pierwsze plany powstały w latach 50. XX wieku.

## Budowa metra

### Pierwsza linia
Budowa pierwszej linii trwała z przerwami od 15 kwietnia 1983 do 25 października 2008.

### Druga linia
Budowę drugiej linii metra w Warszawie rozpoczęto 16 sierpnia 2010 roku.

## Historyczne obiekty odkryte podczas budowy
W tunelu budowanym pomiędzy stacjami A17 Dworzec Gdański i A18 Plac Wilsona robotnicy natknęli się na zapomniany, zabytkowy kolektor burzowy, powstały w 1932. Plany budowlane metra nie uwzględniały tej budowli. Kolektor był elementem kanalizacji wokół Cytadeli Warszawskiej. Kolektor został przebudowany tak, aby nie kolidował z metrem i pełnił dalej swoją funkcję.
Na odcinku między stacjami A18 Plac Wilsona i A19 Marymont znajduje się zabytkowy kolektor ściekowy zaprojektowany przez Williama Lindleya w 1886 r. Podczas powstania warszawskiego powstańcy przechodzili nim ze Śródmieścia na Żoliborz. Historyczny kolektor pozostał na swoim miejscu, tunel metra został wydrążony pod nim.
W trakcie prac na powierzchni przy stacji metra A18 Plac Wilsona odkryto zabytkową brukowaną nawierzchnię ulicy. „Kocie łby” to typowa nawierzchnia przedwojennych warszawskich dróg.

## Historia planów linii metra
- II linia metra miała być początkowo znacznie dłuższa i po praskiej stronie miała przebiegać do Białołęki, łącząc z Centrum takie osiedla jak Tarchomin i Nowodwory. Z planów zrezygnowano ze względów oszczędnościowych, gdyż linia musiałaby być prowadzona przez rozległe obszary o małej gęstości zaludnienia (np. Żerań). Zachowana rezerwa terenowa ma obecnie być przeznaczona na zbudowanie linii tramwajowej, która w północnym odcinku ma przebiegać wzdłuż planowanej dawniej II linii metra. Planowane stacje II odcinka, za stacją Dworzec Wileński, miały kolejno nazywać się: Pl. Hallera, Rondo Starzyńskiego, Budowlana, Armii Krajowej, Płochocińska, Henryków, Tarchomin, Nowodwory, Winnica, Dąbrówka[4].
- III planowana linia metra ma przebiegać od Stadionu Narodowego na Pragę[5]. W 2008 planowano jej otwarcie na 2020 rok[6].
- IV linia metra była brana pod uwagę w latach 70. i w połowie lat 90. XX wieku przy próbach korekt docelowego układu linii. Miała przebiegać od Powsina pod ulicą Sobieskiego, ulicą Marchlewskiego (obecnie al. Jana Pawła II), pl. Komuny Paryskiej (obecnie pl. Wilsona), przez Bródno do wschodniej Białołęki.